# Kanton Castillonnès
Kanton Castillonnès (francouzsky Canton de Castillonnès) je francouzský kanton v departementu Lot-et-Garonne v regionu Akvitánie. Tvoří ho 10 obcí.

## Obce kantonu
- Cahuzac
- Castillonnès
- Cavarc
- Douzains
- Ferrensac
- Lalandusse
- Lougratte
- Montauriol
- Saint-Quentin-du-Dropt
- Sérignac-Péboudou